# Guy de Lioncourt
Pour les articles homonymes, voir Lioncourt.
Guy de Lioncourt, né Guy Henri Louis Rougelot de Lioncourt le 1er décembre 1885 à Caen et mort le 24 décembre 1961 à Paris 7e, est un compositeur français.

## Biographie
Il fait ses études musicales à la Schola Cantorum auprès de Léon Saint-Réquier (harmonie), Amédée Gastoué (grégorien), Albert Roussel (contrepoint), Vincent d'Indy (composition), Charles Pineau (orgue), F. Mondain (hautbois) et Louis de Serres (déclamation lyrique).
Il épouse le 2 juillet 1912, à Boffres, Claire Guyon de Geis de Pampelonne, nièce de Vincent d'Indy qui lui donne cinq enfants : Colette, Jeanne, Vincent (décédé à la naissance), Thérèse et Germaine (future épouse du compositeur Jacques Berthier) d’où est issu Vincent Berthier de Lioncourt, l’un des fondateurs du Centre de Musique Baroque de Versailles.
En 1918, il remporte le Grand Prix Lasserre avec l’opéra féerique la Belle au bois dormant (1912-1915). Après avoir été le secrétaire général de la Schola Cantorum, il en devient le professeur de contrepoint en 1914.
À la mort de Vincent d'Indy, il y occupe le poste de sous-directeur (directeur des études) et enseigne la composition jusqu’aux évènements de fin 1934, date à laquelle il participe à la fondation de l’École César-Franck et reprend les mêmes postes qu’il avait à la Schola (cours de composition et directeur des études). À partir de 1941, il remplace Louis de Serres au poste de professeur de Déclamation Lyrique et en devient titulaire à la mort de celui-ci en 1942. C’est à cette date qu’il est nommé codirecteur (chargé des études et du fonctionnement de l’école) avec Marcel Labey. En 1955, il se résout à prendre sa retraite.
Il a eu de nombreux élèves tels que Paule Piédelièvre, Noëlie Pierront, l’abbé Camille Jacquemin, Jeanne Joulain, le père Joseph Gelineau…

## Son œuvre
Elle est presque tout entière d’inspiration religieuse, mais on lui doit aussi de belles pages symphoniques et des pièces de musique de chambre.
Ses motets à 4 voix, ses 21 Cantiques pour les principales circonstances de la vie liturgique, ses Élévations Liturgiques, ses Dix préludes à l’introït l’ont mis au premier rang des musiciens d’église.
Outre la Belle au Bois Dormant déjà citée, il écrit, également, un conte lyrique Hyalis, le petit faune aux yeux bleus, pour soli chœurs et orchestre, un Jean de la Lune.
Trois ouvrages doivent retenir l’attention :
- le Mystère d’Emmanuel, créé à Liège en 1924 (drame liturgique en 2 parties) ;
- les Dix Lépreux ;
- le Mystère de l’Alleluia (il a su trouver l’équilibre entre le plain-chant et la polyphonie avec les textes latins et français).

Il rassemble ses souvenirs dans un ouvrage intitulé Un Témoignage sur la musique et sur la vie au XXe siècle.
Il termine aussi le 4e et dernier volume du Cours de composition de Vincent d'Indy.